# Vincent Delahaye
Vincent Delahaye, né le 23 août 1959 à L'Isle-Adam (Seine-et-Oise), est un homme politique français. Membre de l’Union des démocrates et indépendants et du Parti radical, il est sénateur de l’Essonne et fut maire de Massy, conseiller général du canton de Massy-Ouest et vice-président du conseil général de l'Essonne.

## Biographie
Vincent Delahaye est né le 23 août 1959 à L'Isle-Adam en Seine-et-Oise d’un père ingénieur agronome et d’une mère infirmière. Il est marié et père de cinq enfants.
Vincent Delahaye fait sa scolarité à l’institution Sainte-Marie d'Antony, au collège Stanislas. Il est diplômé de l’École supérieure des sciences économiques et commerciales en 1983 et titulaire d’un diplôme d'expertise comptable.
Vincent Delahaye entame sa carrière au Crédit lyonnais puis devient commissaire aux comptes et expert-comptable dans différents cabinets privés.

### Carrière politique
Vincent Delahaye est élu conseiller municipal lors des élections municipales de 1989 à Massy face au député-maire Claude Germon (PS). Il se présente dans le canton de Massy-Ouest lors des élections cantonales partielles de 1989. Lors des élections cantonales de 1992 il est élu conseiller général dans le canton de Massy-Ouest face au sortant Jean-Luc Mélenchon (PS) avec 39,71 % des suffrages. En 1994 il est nommé vice-président du conseil général de l'Essonne chargé de la Jeunesse, des Sports et de l’Action humanitaire. Lors des élections législatives de 1993 il est candidat dans la sixième circonscription de l'Essonne. Les élections municipales de 1995 lui permettent d’être élu maire de Massy.
En 1998 il est battu par Jean-Luc Mélenchon (PS) dans le canton de Massy-Ouest avec 47,13 % des voix. Au cours des élections municipales de 2001 il remporte l’élection avec 53,40 % des voix face au candidat socialiste Jérôme Guedj. Durant l’élection législative de 2002, il remporte 19,73 % des suffrages au premier tour dans la sixième circonscription de l’Essonne sans possibilité de se maintenir au second tour. En 2004, il mène une liste UDF pour les élections sénatoriales qui obtient 221 voix soit 9,65 % des suffrages mais aucun siège. Cette même année lors des élections cantonales il est battu dans le canton de Massy-Ouest par la candidate socialiste Marie-Pierre Oprandi, ne remportant que 48,26 % des voix. En 2007, il est élu président de la nouvelle communauté d'agglomération Europ'Essonne. Lors des élections municipales de 2008, sa liste fut réélue avec 57,01 % des suffrages. Lors des élections sénatoriales de 2011, il mène une liste divers droite qui remporte un siège et est élu sénateur. Réélu en 2017, il devient vice-président du Sénat en octobre 2017.
Vincent Delahaye est président délégué du Parti radical valoisien dans le département de l’Essonne, chargé du développement et de l’animation de la fédération et membre du comité national.
Vincent Delahaye est élu conseiller général dans le canton de Massy-Ouest. En 1994 il est nommé vice-président du conseil général de l'Essonne présidé par Xavier Dugoin (RPR) chargé de la Jeunesse, des Sports et de l’Action humanitaire. Il perd son siège lors du renouvellement de 1998.
Vincent Delahaye est élu conseiller municipal d’opposition de Massy en 1989 puis maire en 1995. Il est réélu en 2001, en 2008 et en 2014. À ce titre il est membre du conseil d’administration et vice-président de l’Union des maires de l’Essonne,.
Vincent Delahaye a été élu président de la communauté d'agglomération Europ'Essonne depuis sa création le 26 décembre 2006 jusqu'à sa fusion avec la communauté d'agglomération du Plateau de Saclay le 1er janvier 2016. Vincent Delahaye a été élu vice-président de la communauté d'agglomération Communauté Paris-Saclay depuis sa création le 1er janvier 2016.

## Décorations et récompenses
Vincent Delahaye est élevé au grade de chevalier dans l’ordre national du Mérite dans la promotion du ministère de l’Intérieur le 14 mai 2004.

## Œuvres
Vincent Delahaye est le coauteur avec l’économiste Robert Rochefort de l’ouvrage Promesses de banlieue paru en 2006 aux éditions de l'Aube.

## Pour approfondir